# Квантни бројеви
Квантни бројеви су константе чије вредности задовољавају таласну функцију ψ. Помоћу квантних бројева, може се тачно описати положај сваког електрона у атому. Шредингерово решење даје три квантна броја, док је Дирак показао да постоје четири квантна броја. Таласна функција која представља комбинацију квантних бројева назива се орбитала. Свака орбитала одговара одређеној вредности енергије електрона. Ова теорија је аналогна Боровом моделу атома.
Сваки квантни број је цео или полуцео број. Уопштено говорећи, помоћу њих је могуће одредити дискретне вредности физичких величина у системима који се потчињавају квантним законима, значи и атомима, молекулима, језгрима атома и слично.
Стање електрона у атому одређују 4 квантна броја: главни квантни број n, орбитални квантни број, l, магнетни квантни број m или , и спински квантни број s или . Сваки положај електрон у атому има јединствену комбинацију ових бројева. Самим тим, немогуће је да два електрона имају исте вредности за све квантне бројеве; у крајњем случају, уколико су за било која 2 електрона прва три квантна броја иста, мора се разликовати макар вредност спинског квантног броја.

## Главни квантни број
Главни квантни број се означава малим латиничним словом . Он одређује енергетске нивое, код Бора назване путање или орбите. Главни квантни број може имати вредности целих бројева n = 1, 2, 3...
Главни квантни број дефинише средње растојање електрона од атомског језгра. За једноставан водоников атом, тај број карактерише и енергију, тачније скуп блиских вредности енергије електрона.
У Зомерфелдовом моделу елиптичних орбита, главни квантни број одређује само енергију стања, а за карактеристике орбиталног момента импулса уводи се нови квантни број l. Орбитални момент импулса квантује се узимајући само вредности: L = l × ћ.

## Орбитални квантни број
Азимутални или орбитални квантни број се означава малим латиничним словом . Он одређује поднивое у основном енергетском нивоу са вредностима мањим или једнаким од n−1, односно l ≤ n−1, тј. l = 0, 1, 2, 3...n−1. Ова квантна стања означавају се респективно и као s, p, d, f стања или поднивои. Исте ознаке се користе и у спектроскопији, помоћу којих се означавају спектралне линије, sharp, principal, diffuse, fundamental.
Орбитални квантни број одређује вредности момента импулса електрона на орбити око језгра. Орбитални момент импулса је векторска величина величина, тј. која поред бројне вредности, односно интензитета, има правац и смер. У обичним условима сви његови смерови су равноправни, те се смер орбиталног момента импулса и не узима у обзир, будући да нема неког значаја. Међутим, уколико на пример, постоји магнетно поље, онда сви смерови орбиталног момента импулса нису равноправни, већ се издваја (фаворизује) смер магнетног поља. Веза магнетног поља са смером орбиталног момента импулса условљена је тиме што је орбитални електрон еквивалентан микроскопском кружном струјном проводнику, који се може посматрати као елементарни магнет (око сваког проводника са струјом постоји магнетно поље).

## Магнетни квантни број
Магнетни квантни број се означава малим латиничним словом . Он одређује колико има s, p, d и f стања, односно s, p, d и f орбитала. Магнетни квантни број може имати вредности и позитивне и негативне вредности орбиталног квантног броја, од −l до +l. Кад за неко од ових стања треба да се назначи којем енергетском нивоу припада, онда се испред слова пише и главни квантни број. На пример: 1s, 2p, 3d, 4f. Ове ознаке се могу читати на 2 начина: „један ес стање” или „један ес орбитала”.
Орбитални магнетни момент електрона изазван је његовим наелектрисањем и орбиталним моментом импулса електрона. Пошто се квантују вредности орбиталног момента импулса електрона, онда је природно да се квантују и вредности његовог орбиталног магнетног момента.
Орбитални момент импулса електрона може да има само такве оријентације у простору, при којима његове пројекције на правац спољашњег магнетног поља (z) имају квантоване вредности ( = m × ћ). Самим тим, магнетни квантни број дефинише положај орбите у простори, схваћене у квантном смислу.

## Квантни број спина
Магнетни спински квантни број или квантни број спина се обележава са  или само s. Овај број се односи на тзв. спин електрона, односно на његову сопствену ротацију око сопствене осе. Постоји два смера, улево и удесно, па самим тим, може имати само две квантоване вредности  = ±½.
Када се атом налази у јаком магнетном пољу, открива се да електрони поседују не само масу и електрично наелектрисање, него и магнетне моменте. Сопствени механички момент електрона назван је спин (енгл. spin − обртање). У почетку се претпостављало да је спин условљен обртањем електрона око сопствене осе и да постоје две могућности његове ротације: у смеру казаљке на сату, и у супротном смеру кретања казаљке на сату. Огледи су показали да представа о електрону као куглици која ротира око сопствене осе, није сасвим тачна. Морају се узети у обзир и његова таласна својства.

## Стања електрона
У основном стању једини електрон водоника налази се у 1s орбитали што се може записати као: 1s1. Такође постоји и графички запис стрелицом нагоре у малом правоугаонику, при чему стрелица означава електрон и његов спин. У побуђеном (ексцитованом) стању електрон се може наћи у било којем од назначених квантних стања. Свака комбинација четири квантна броја даје ново квантно стање. То је у складу са Паулијевим принципом искључења, према коме два електрона не могу имати исту вредност за сва четири квантна броја. Из овог непосредно следи да у једној орбитали не може бити више од два електрона и они морају бити супротних спинова. То се графички представља са две вертикалне стрелице са различитим смеровима, ка горе и ка доле, у правоугаонику. У оквиру истог главног квантног броја (n) редослед попуњавања орбитала електронима s, p, d, f, тј. s-орбитале су најближе језгру и имају најмању енергију; за њима потом следе p, d и f орбитале. Другим речима, продирање електрона према језгру следи низ s >  >  > .
Последица је то да су s електрони најјаче, а f електрони истог квантног броја најслабије везани за језгро.
Постоји само по једна сферна, у простору неоријентисана s орбитала у сваком енергетском нивоу: 1s, 2s, 3s, 4s, 5s, 6s и 7s. Атоми са квантним стањем 8s нису познати иако би теоријски могли постојати. Квантни услови допуштају постојање по три p орбитале облика гимнастичког тега, усмерене у простору у правцу све три координате и то од другог нивоа ( = 2), а затим постоје услови за пет d орбитала облика просторне розете од трећег нивоа ( = 3) и за седам f орбитала од четвртог нивоа ( = 4).
У табели је дат преглед свих квантних бројева и њихових вредности.
| Назив                           | Ознака                        | Значење        | Распон величина                                                                                            | Пример |
| ------------------------------- | ----------------------------- | -------------- | --- | --- |
| главни квантни број             | {\displaystyle n\,\!}         | ниво           | {\displaystyle 1\leq n\,\!}                                                                                | {\displaystyle n=1,2,3...\,\!}                                                                                           |
| орбитални квантни број          | {\displaystyle \ell \,\!}     | подниво        | {\displaystyle 0\leq \ell \leq n-1\,\!}                                                                    | за {\displaystyle n=3\,\!}: {\displaystyle \ell =0,1,2\,(s,p,d)\,\!}                                                     |
| магнетни орбитални квантни број | {\displaystyle m_{\ell }\,\!} | pomak energije | {\displaystyle -\ell \leq m_{\ell }\leq \ell \,\!}                                                         | за {\displaystyle \ell =2\,\!}: {\displaystyle m_{\ell }=-2,-1,0,1,2\,\!}                                                |
| магнетни спински квантни број   | {\displaystyle m_{s}\,\!}     | спин           | {\displaystyle -{\begin{matrix}{\frac {1}{2}}\end{matrix}},{\begin{matrix}{\frac {1}{2}}\end{matrix}}\,\!} | постоји само: {\displaystyle -{\begin{matrix}{\frac {1}{2}}\end{matrix}},{\begin{matrix}{\frac {1}{2}}\end{matrix}}\,\!} |

## Примена
Без обзира на одређене недостатке, Бор-Зомерфелдова теорија се довољно успешно примењује на једноелектронске системе, као што су, на пример, водоников атом, једноструко јонизовани атом хелијума, двоструко јонизовани атом литијума итд. Међутим, у случају сложенијих атома, за њену примену постоје несавладиве тешкоће и онда се може говорити само о приближним решењима.